# Slag bij Island Mound
De Slag bij Island Mound vond plaats op 29 oktober 1862 in Bates County, Missouri tijdens de Amerikaanse Burgeroorlog. Deze Noordelijke overwinning was een van de eerste waarin een Afro-Amerikaans regiment ingezet werd.

## Achtergrond
Nog voor het wereldkundig maken van de Emancipatieproclamatie formeerde kapitein James M. Williams een regiment in Kansas die bestond uit vrijgelaten of gevluchte slaven uit Missouri en Kansas. In augustus 1862 werden deze mannen ingedeeld in de 1st Kansas Colored Volunteers.
 Het eerste officiële regiment zou pas op 13 januari 1863 geformeerd worden. Hoewel de toekomst van dit regiment onzeker was, werden ze toch uitgerust met goede musketten van Oostenrijkse en Pruisische kwaliteit en bajonetten.
Kapitein Richard G. Wards 170 soldaten en kapitein Henry C. Seaman’s 70 soldaten kregen het bevel van majoor Henning om naar Bates County te marcheren. De 5th Kansas Cavalry werd ingezet als verkenners.
Hun doel was het vernietigen van een guerrilla-eenheid bij de boerderij van Toothman op ongeveer 14 km van de grens tussen Kansas en Missouri. John Toothman zelf was opgesloten in Fort Lincoln bij Fulton, Kansas. Hij werd verdacht van guerrilla-activiteiten. De Noordelijken bezetten de boerderij bij aankomst.
OP 27 oktober ontdekten de Noordelijke verkenners een groep guerrilla’s onder leiding van Bill Truman en Dick Hancock plus enkele eenheden van de Missouri State Guard onder leiding van kolonel Jeremiah “Vard” Cockrell. Ze waren allemaal te paard.

## De slag

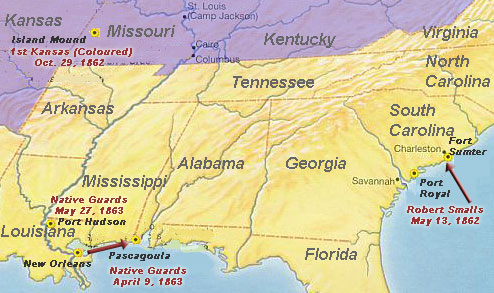
Kaart met de verschillende participaties van Afro-Amerikaanse regimenten tijdens het conflict, waaronder de slag bij Island Mound

Toen de Noordelijken zagen dat de vijand meer slagkracht had dan eerst verwacht, maakten ze van de boerderij een versterkt fort die ze “Fort Africa” doopten. Er deed zich nu en dan een schermutseling voor maar de superieure Oostenrijkse en Pruisische musketten hielden de Zuidelijken op afstand.
Op woensdag 29 oktober hadden de Noordelijken nog weinig voorraden voer. Koeriers werden op pad gestuurd naar Kansas om voorraden los te krijgen. Foerageurs hadden in de omgeving van de boerderij voorraden te pakken gekregen. Terwijl de Noordelijken hun maal nuttigden werd de prairie ten zuiden van de boerderij in brand gestoken. Seaman liet een strook rond het kamp op een gecontroleerde manier afbranden zodat de prairiebrand geen bedreiging vormde voor het Noordelijke kamp. Er werden verkenners gestuurd onder leiding van de Cherokee John Six-Killer die al vlug in schermutselingen verwikkeld geraakte met de vijand. Ook een volgende verkenningseenheid onder luitenant Joseph Gardner raakte slaags met de guerrilla’s.
Kapitein Ward werd eveneens uitgestuurd om de anderen te helpen. Hij zag dat zijn kompanen strijd leverden in een nabije droge rivierbedding. De rest van het regiment werd opgesteld om de aanval in te zetten.
De bereden guerrilla’s verschenen om Gardner en Ward aan te vallen. Gardners mannen probeerden terug te geraken naar het kamp. Toen ze daar niet in slaagden, vormden ze een slaglinie en vuurden een salvo af op de chargerende guerrilla’s. De charge brak op de linie en geraakte tussen andere vuurlinies van de te hulp snellende soldaten. De Zuidelijken moesten zich terugtrekken.

## Gevolgen
De Noordelijke verliezen waren betrekkelijk licht met 8 doden en 11 gewonden. Onder de gesneuvelden bevonden zich kapitein Crew en John Six-Killer. De verliezen bij de guerrilla’s is onbekend. De slag werd vermeld in de New York Times. Op 13 december 1964 kreeg de 1st Kansas Colored Volunteers de naam 79th United States Colored Troops.